# PGC 66049
LEDA/PGC 66049 ist eine Spiralgalaxie vom Hubble-Typ Sa im Sternbild Indianer am Südsternhimmel. Sie ist schätzungsweise 216 Millionen Lichtjahre von der Milchstraße entfernt und gilt als Mitglied der dreizehn Galaxien zählenden NGC 7038-Gruppe (LGG 441).
Im selben Himmelsareal befindet sich u. a. die Galaxie NGC 7014.